# Fusión de CBS y Viacom en 2019

La fusión de CBS y Viacom en 2019 se anunció el 13 de agosto de 2019 y se completó el 4 de diciembre de ese mismo año. La fusión reunió a CBS y Viacom en una sola compañía conocida como ViacomCBS (hoy conocida como Paramount Global) después de su separación en enero de 2006.

## Historia

### Septiembre de 2016–agosto de 2019
El 29 de septiembre de 2016, National Amusements envió una carta a Viacom y CBS, alentando a las dos compañías a fusionarse nuevamente en una sola. El 12 de diciembre, el acuerdo fue cancelado.
El 12 de enero de 2018, CNBC informó que Viacom había vuelto a entrar en conversaciones para fusionarse nuevamente con CBS Corporation, después de que se anunciara el plan de fusión de AT&T-Time Warner y la propuesta de adquisición de Disney de la mayoría de los activos de 21st Century Fox. Viacom y CBS también enfrentaron una fuerte competencia de compañías como Netflix y Amazon. Poco después, se informó que la compañía combinada podría ser un pretendiente para adquirir el estudio de cine Lionsgate. Viacom y Lionsgate estaban interesados en adquirir The Weinstein Company. Tras el efecto Weinstein, Viacom figuraba como uno de los 22 compradores potenciales que estaban interesados en adquirir TWC. Perdieron la oferta, y el 1 de marzo de 2018, se anunció que Maria Contreras-Sweet adquiriría todos los activos de TWC por $500 millones de dólares.
El 30 de marzo de 2018, CBS hizo una oferta de acciones un poco por debajo del valor de mercado de Viacom, insistiendo en que su liderazgo actual, incluido el presidente y CEO de mucho tiempo, Les Moonves, supervise la compañía combinada. Viacom rechazó la oferta como demasiado baja, solicitando un aumento de $ 2.8 mil millones de dólares y que Bob Bakish se mantenga como presidente y COO bajo Moonves. Estos conflictos fueron el resultado de que Shari Redstone buscara más control sobre CBS y su liderazgo.
Finalmente, el 14 de mayo de 2018, CBS demandó a National Amusements, su empresa matriz al ligual que la de Viacom, y acusó a Redstone de abusar de su poder de voto en la empresa y forzar una fusión que no fue respaldada por esta ni por Viacom. CBS también acusó a Redstone de desalentar a Verizon Communications de adquirirlo, lo que podría haber sido beneficioso para sus accionistas.
El 23 de mayo de 2018, Les Moonves declaró que consideraba que los canales de Viacom eran un "albatros", y aunque estaba a favor de más contenido para CBS All Access, creía que había mejores ofertas para CBS que el acuerdo de Viacom, como Metro-Goldwyn-Mayer, Lionsgate o Sony Pictures. Moonves también consideró que Bakish era una amenaza porque no quería un aliado de Redstone como miembro de la junta de la compañía combinada.
El 9 de septiembre de 2018, Les Moonves salió de CBS luego de múltiples acusaciones de agresión sexual. National Amusements acordó no hacer ninguna propuesta de fusión CBS-Viacom durante al menos dos años después de la fecha del acuerdo.
El 30 de mayo de 2019, CNBC informó que CBS Corporation y Viacom explorarían las discusiones sobre la fusión a mediados de junio de 2019. La junta directiva de CBS fue renovada con personas que estaban abiertas a fusionarse; La nueva fusión fue posible con la renuncia de Moonves, quien se había opuesto a todos los intentos de fusión. Las conversaciones comenzaron después de los rumores de que CBS adquirió Starz de Lionsgate. Los informes dicen que CBS y Viacom supuestamente establecieron el 8 de agosto como una fecha límite informal para llegar a un acuerdo para recombinar las dos compañías mediáticas. CBS anunció la adquisición de Viacom como parte del acuerdo de fusión por hasta $15.4 mil millones de dólares.
El 2 de agosto de 2019, se informó que CBS y Viacom acordaron fusionarse nuevamente en una entidad. Ambas compañías llegaron a un acuerdo sobre el equipo administrativo para la fusión, con Bob Bakish como CEO de la compañía combinada con el presidente y CEO interino de CBS, Joseph Ianniello, supervisando los activos de la marca CBS. El 7 de agosto de 2019, CBS y Viacom informaron por separado sus ganancias trimestrales mientras continuaban las conversaciones sobre la nueva fusión.
El 13 de agosto, CBS y Viacom anunciaron oficialmente su fusión; la compañía combinada se llamaría ViacomCBS, con Shari Redstone como presidenta de la nueva compañía.

### Agosto de 2019–diciembre de 2019

Logotipo de ViacomCBS

Tras el acuerdo de la fusión, Viacom y CBS anunciaron conjuntamente que se espera que la transacción se cierre a fines de 2019, en espera de las aprobaciones regulatorias y de los accionistas. La fusión debe ser aprobada por la Comisión Federal de Comercio.
El 28 de octubre, la fusión fue aprobada por National Amusements, que luego anunció que el acuerdo se cerraría a principios de diciembre; la compañía recombinada negociará sus acciones en NASDAQ bajo los símbolos "VIAC" y "VIACA" después de que CBS Corporation anule sus acciones en la Bolsa de Nueva York.
El 25 de noviembre, Viacom y CBS han anunciado que cerrarían su fusión el 4 de diciembre y comenzarían a cotizar NASDAQ el 5 de diciembre. La fusión se cerró oficialmente el 4 de diciembre de 2019.

## Activos afectados
- CBS Television Studios – renombrado como CBS Studios.
  - CBS Television Distribution – renombrado como CBS Media Ventures en 2021.
    - Terrytoons – Biblioteca de películas movida a Paramount Pictures a través de  Melange Pictures, LLC
    - Spelling Television (de CBS) – biblioteca reunida con la biblioteca de televisión de Republic Pictures (de Viacom).
- BET Networks (de Viacom) y Showtime Networks (de CBS) se organizaron juntos bajo el Premium Network Group.
- MTV, CMT y otras cadenas de marca única de Viacom y CBS se organizaron bajo el MTV Entertainment Group.
- Paramount Television (segunda encarnación de Viacom) – renombrada como Paramount Television Studios para evitar confusión con la primera encarnación  (ahora CBS Studios).
- CBS Interactive – renombrado como ViacomCBS Streaming (más tarde Paramount Streaming)
  - CBS All Access – relanzado como Paramount+ el 4 de marzo de 2021; fusionándose con la versión original nórdica SVOD que se lanzó en 2017.
    - La versión nordica, húngara y polaca de Paramount+ SVOD  – será renombrada como SkyShowtime en 2022;  empresa conjunta con Comcast, propiedad de Sky Group.
- CBS Consumer Products – integrado con Nickelodeon & Viacom Consumer Products (NVCP); eventualmente fue renombrado como ViacomCBS Consumer Products (más tarde Paramount Consumer Products)
- CBS Cable Networks – integrado con Viacom Media Networks; el cual fue renombrado como ViacomCBS Domestic Media Networks (más tarde Paramount Media Networks)

### Enajenado/a enajenar
- CBS Productions – integrado con la Paramount Television original (ahora CBS Studios) el 28 de noviembre de 2019.
- CBS Films – antiguo estudio mini-major; absorbido por el principal CBS Entertainment Group (CBS Studios) con la distribución cinematográfica trasladada a Paramount Pictures en 2019.
- CNET Media Group – vendido a Red Ventures el 30 de octubre de 2020.
  - GameRankings – absobido por Metacritic el 9 de diciembre de 2019.
- Simon & Schuster – originalmente fue propiedad de CBS Corporation; será vendido a  Penguin Random House.
- CBS Building/Black Rock – vendido al Harbor Group International en 2021.
- CBS Studio Center – se venderá a Hackman Capital Partners o Square Mile Capital Management en 2021.